# 哈图西里二世
 哈图西里二世（英語：Hattusili II），新王国的赫梯国王。 约于公元前14世纪初在位，史料阙如。